# Língua sinixt
Sinixt (sn-selxcin) é uma variante da  língua salishe tradicional que é falada pelo povo Sinixt da região do sul do platô do interior da Colúmbia Britânica, com base primária na bacia do rio Columbia. É um dialeto da língua okanagan e está intimamente relacionada a outras línguas de Salishes interioranas e meridionais tais como o Salishe de Montana (Flathead / Kalispel) Seus falantes a chamam "selxcin".

## Nome e variantes
Os nomes para as diferentes línguas do planalto salishano são baseados nos locais onde em que são faladas e, desde a colonização e o deslocamento das famílias Salishes do interior, as diferenças entre essas línguas não conhecidas hoje e uma linguagem mais generalizada chegou ao uso." No entanto, o site Sinixt afirma que eles deve-se preservar sua linguagem, mesmo com suas diferenças dialéticas únicas, tão exatamente quanto possível, não importa quão insignificantes tais diferenças de pronúncia possam existir entre os vários dialetos. Ali "encorajam-se as pessoas a trabalhar para salvar a língua a respeitar estes dialetos sempre que possível e honrá-los."
No site dos Sinixt também se afirma que "inicialmente havia duas versões da linguagem para os povos Sinixt, uma para os homens (" sn-skəlxʷcin "ou língua de humanos) e uma para as mulheres (sn- Səlxcin  ou linguagem da água). Ambos os dialetos eram entendidos por todos os Sinixt, mas reservados para falar apenas conforme o sexo determinado. A linguagem usada hoje "é uma combinação dos dois".
O antropólogo James Teit observou em 1909 que o dialeto de Sinixt era distinto de outros dialetos de Salishan do platô pela maneira lenta e comedida em que foi falado.
Não se sabe quantos falantes da língua Sinixt existem atualmente, embora o site da Nação Sinixt declare que é uma língua ameaçada de extinção "correndo o risco de ser perdida para sempre se não forem tomadas iniciativas sérias."

## Registros  de pesquisas
Randy Bouchard e Dorothy Kennedy registram o comerciante de peles Alexander Ross Alexander Ross] como a primeira pessoa a "registrar uma identificação do povo dos Lagos (Sinixt)" por uma transcrição de seu nome, em setembro de 1821."
Os antropólogos Franz Boas, James Teit e Verne Ray e os exploradores George Mercer Dawson James Turnbull e Walter Moberly (engenheiro) registraram palavras e nomes de lugares Sinixt.
Informações de James Teit foram registradas em consulta com Antoinette Christian e sua família, que viviam em kp'itl'els (Brilliant, Colúmbia Britânica).  Verne Ray falou com James Bernard, que era chefe do Sinixt até 1934. William Elmendorf, cujas conclusões não foram publicadas, consultou a Sinixt Nancy Wynecoop, que nasceu por volta de 1865.
De acordo com a antropóloga Paula Pryce, a categorização da linguagem Sinixt "mostra uma espécie de caos acadêmico" com uma inconsistência de terminologia que "causa desordem não só para antropólogos e historiadores, mas também para governos e para o público ..." 
É opinião da historiadora Eileen Delehanty Pearkes que o mapeamento e novas denominações de características geográficas pelos europeus "ajudou a apagar a presença da cultura humana aborígene que prosperou na Bacia do rio Columbia por milhares de anos". Pearkes afirma ainda que "em nalguns casos, mesmo nomes de locsaiss que são versões anglicizadas de palavras dialetais dos Salishes Sinixt (por exemplo, Nakusp, Slocan, Comaplix) não são reconhecidos pela maioria dos residentes contemporâneos como sendo ligados aos Primeiros Povos da região."

## Revitalização
O site da Nação Sinixt afirma que "pretende-se criar materiais didáticos e livros de atividades para crianças e adultos que serão acessíveis a todos" no próprio site.